# نادي لاتشي
نادي لاتشي لكرة القدم (بالألبانية: Klubi i Futbollit Laçi) هو نادي كرة قدم ألباني، ويقع مقره في مدينة لاتش في شمال غرب البلاد. تأسس سنة 1960 وأكبر إنجازاتهم حتى الآن هو الفوز بكأس ألبانيا 2012-13 وكذلك الوصول إلى الجولة الثانية المؤهلة من الدوري الأوروبي 2014–15 بعد أن هزموا الفريق السلوفيني رودار فيلينه بإجمال المباريات، ولكن في النهاية خسر أمام الناديالأوكراني زوريا لوهانسك. كانت الألوان التاريخية للنادي هي الأبيض والأسود وكانت قمصانه عادة مخططة. وقد تنافسوا في دوري السوبر الألباني منذ عام 2009 وهم يلعبون مبارياتهم في ملعب لاتشي البالغ عدد مقاعده 2,300 مقعد.